# Emberdaráló

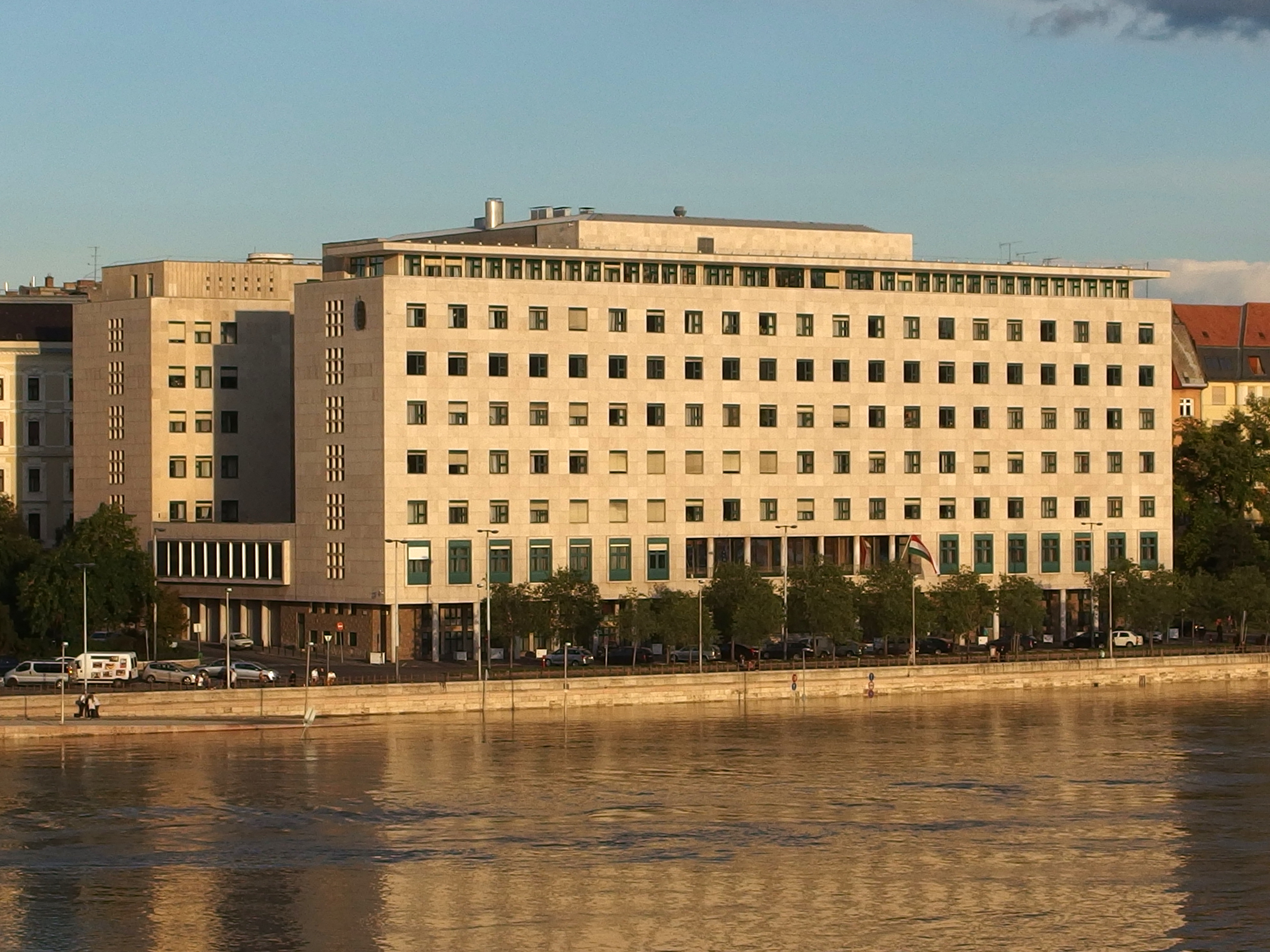
A Budapesti Fehér Ház (ma: Országgyűlés Irodaháza), ahol állítólag az emberdaráló működött

A közbeszédben emberdarálónak vagy emberhúsdarálónak nevezett gépezet az 1956-os forradalommal kapcsolatos mítoszok és legendák egyike. Egyes beszámolók szerint az 1950-es években a budapesti ún. Fehér Házban (Jászai Mari tér 1.) működött emberi holttestek megsemmisítése céljából, más híresztelések szerint a Köztársaság téri MDP-pártházban működött.

## Története
Az 1950-es években, a Rákosi Mátyás magyar kommunista pártfőtitkár idején állítólag szóbeszéd terjedt el a budapesti lakosok között, amely szerint az Államvédelmi Hatóság által halálra kínzott foglyokat egy, a Fehér-ház pincéjében lévő gépezet segítségével semmísítették meg, és „darálták bele” a Dunába.
„Egy ilyen húsdaráló gép vót, egy ember belefért. 140-150 centiméter átmérőjű tölcsér vót, egy nagyteljesítményű valami. S egy külön kis csúszdán bele, zutty, aztán el is tűnt. Nem úgy dobták bele, a csúszdán léptették bele. Egy gombot megnyomtak és a gép elindult. A Dunába vezetett ki egy ilyen alagút-szerű folyosó.”
A legenda szerint a horgászok igen jó kapásról meséltek ezen a területen, és állítólag a mai napig rengeteg csontot lehet találni a folyó medrében.
Az 1956-os forradalom idején M. Kiss Sándor történész szerint: „Tudni vélték – főként a budapestiek – azt is, hogy a fővárosi ÁVH-székházban létezik egy húsdaráló, amelyikbe belegyömöszölik a holttestet, és a szerkezet egyenesen a Dunába ürít… A kérdés az, miért fogadta el a társadalom nagyobbik hányada tényként ezeket a híreket. A válaszban rejlik dolgozatom első gondolata, amely felöleli az 1956. október 23-a előtti évtized történetének egyik lényeges vonását, továbbá rávilágít október 23-a estéjének egy összefüggésére.”
1994-ben Dézsy Zoltán riporter dokumentumfilmet készített Pincebörtön címmel, ebben egy magát megnevezni nem kívánó idősebb hölgy háttal a kamera felé nyilatkozik a darálóról. Állítása szerint 1959-ben az épületben dolgozott, és az akkori híresztelések miatt lement munkaidő után maga vitte le a megsemmísítendő papírhulladékot a pincébe, a papírdarálóhoz (más alkalmakkor ezt a takarító személyzet tette meg). A gépezet körül vérrel volt összefröcskölve a fal. Másnap a vezetője figyelmeztette, hogy többet nem menjen oda. Dézsy felvétele az épület pincéjében történt 1994-ben, ám akkor már semmiféle nyom nem utalt bármiféle ilyen gépezet létezettségére.
2008-ban Magyar Zoltán, a Magyar Tudományos Akadémia Néprajzi Kutatóintézetének tudományos főmunkatársa legendának minősítette az emberdaráló létezését.
2010-ben Usztics Mátyás Húsdaráló címmel színdarabot rendezett az állítólagos gépezetről. Érdekes módon ezt követően egy idős, magyar származású, Svájcban élő villamosmérnök, Horváth J. Zoltán jelentkezett, és hosszabb interjút adott.  Ebben azt állította, hogy az 1950-es években fiatal műszaki egyetemi hallgatóként olyan daráló gépezetet kellett terveznie, amilyen egy disznónál nagyobb, ám egy szarvasmarhánál kisebb test feldolgozására alkalmas. A mérnök szerint ez valójában nem egy daráló, hanem egy úgynevezett ipari törőgép volt.
A mérnök nyilatkozatát követően televíziós kérést tettek a nagyközönség felé, hogy amennyiben bárki tud egyéb érdemi információt a darálóról, legyen szíves nyilatkozatot tenni. Azonban a kérésre nem született válasz. 
Ismeretelméleti közhely, hogy valaminek a nem létezését bizonyítani nem lehet, de általában városi legendának tartják az emberdaráló létezését, akárcsak az 1950-es évek egyéb, nem bizonyított mítoszait (Andrássy utas sósavas kád, Köztársaság téri kazamaták).